# Utz Brocksieper
Utz Brocksieper (* 16. Januar 1939 in Hagen) ist ein deutscher Bildhauer.

## Leben und Werk
Utz Brocksieper wurde 1939 als erster Sohn des Bauhaus-Künstlers Heinrich Brocksieper und dessen Ehefrau Annemarie in Hagen/Westfalen geboren. Nach einer Lehre als Werkzeugschlosser sowie einer Ausbildung und Tätigkeit als Maschinenbautechniker studierte er von 1972 bis 1977 Bildhauerei an der Folkwangschule Essen bei Max Kratz und an der Akademie der Bildenden Künste Stuttgart bei Rudolf Hoflehner. Seit den 1970er Jahren beschäftigt er sich mit dem Thema Der Keil als Symbol für auslösende Kräfte. Bevorzugtes Material zur Realisierung seiner Skulpturen ist Stahl, auch in Verbindung mit Stein und Holz. Seine Arbeiten waren und sind auf zahlreichen Einzelausstellungen und Ausstellungsbeteiligungen im In- und Ausland zu sehen. Arbeiten von ihm befinden sich in Museen, privaten Sammlungen und im öffentlichen Raum.
Brocksieper lebt und arbeitet als freischaffender Bildhauer in Hagen. Er ist Mitglied im Deutschen Künstlerbund und Ehrenmitglied im Westdeutschen Künstlerbund.

## Ausstellungen
Auswahl:

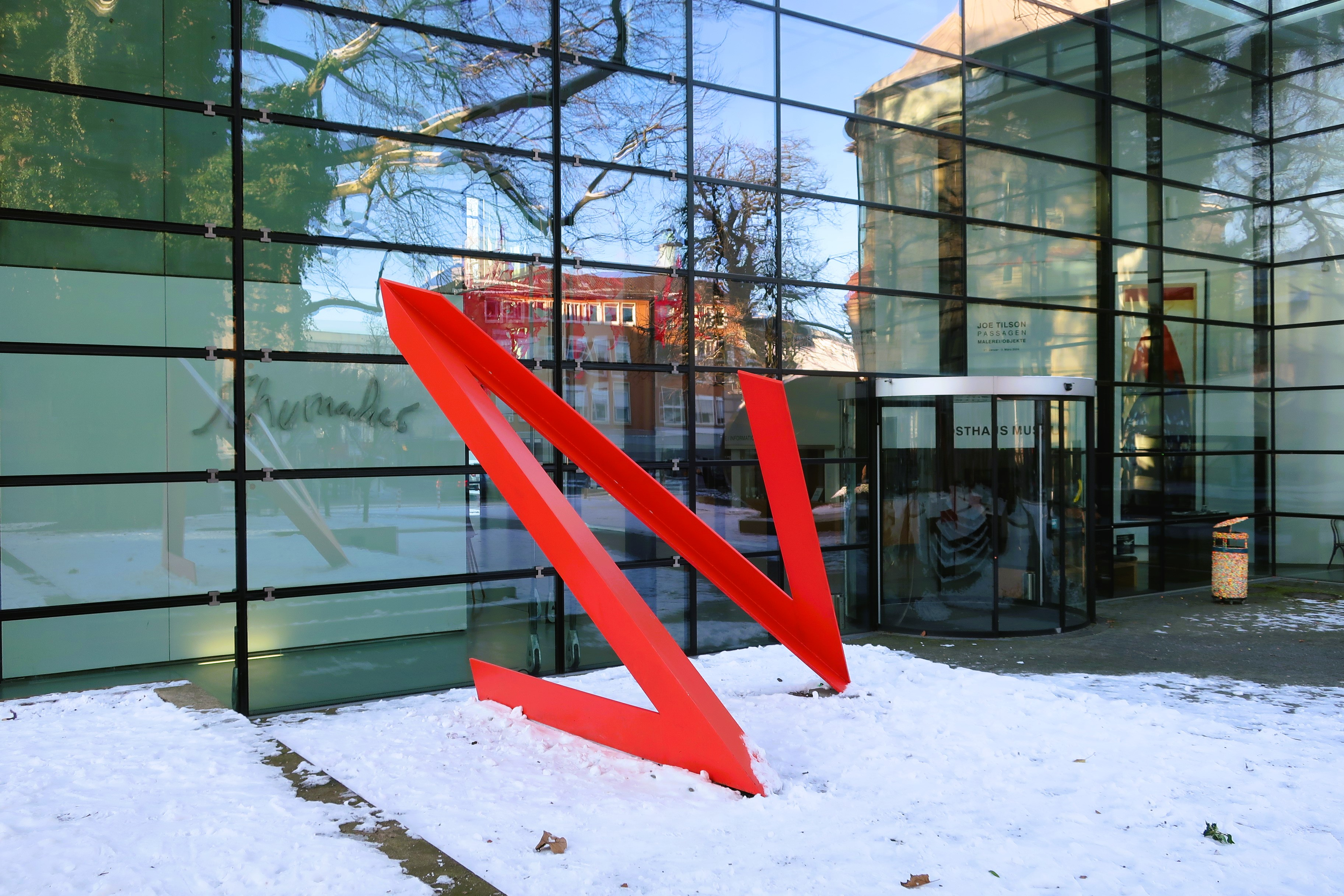
Skulptur „Keil“ von Utz Brocksieper vor dem Emil Schumacher Museum im Hagener Museumsquartier.

- 1977 und 1978: Große Kunstausstellung München Neue Gruppe, Haus der Kunst, München
- 1977 bis 2005: Große Kunstausstellung NRW, Düsseldorf
- 1977: Torhaus Rombergpark, Dortmund (Einzelausstellung)
- 1978: Hagenring-Galerie, Hagen (Einzelausstellung)
- 1979 bis 1991: Westdeutscher Künstlerbund, Karl Ernst Osthaus Museum, Hagen
- 1981: Europäischer Skulpturenpark, Willebadessen
- 1982: Karl Ernst Osthaus-Museum, Hagen (Einzelausstellung)[3]
- 1983: Deutsche Bildhauer des 20. Jahrhunderts, Städtisches Museum, Sindelfingen
- 1984: Bildhauerzeichnungen, Forum Kunst, Rottweil
- 1986: Nur Rost...?, Skulpturenmuseum, Marl
- 1989: Städtisches Museum Gelsenkirchen mit Skulpturenwiese Rottmannssiepe (Einzelausstellung)
- 1990 bis 1999: Fluxeum, Wiesbaden
- 1992: Bahamas Quincentennial, Columbus-Museum, San Salvador (Bahamas)
- 1995: Metallskulpturen aus NRW, Flottmann-Hallen, Herne
- 1999: Weimar 1999. Aus dem Rahmen, Galerie im Cranach-Haus, Weimar
- 2000: Burgenländische Landesausstellung 2000, Stadtschlaining (Österreich)
- 2002: El camino de Cristóbal Colón o la cuña en acción, ev. Jakobus-Kirche, Breckerfeld; Galerie Michael Schlieper, Hagen
- 2007: Utz Brocksieper. Skulpturen 1973 – 2006 und Neues vor Ort 2007, Eröffnungsausstellung Skulpturenpark Pampin (Einzelausstellung)[4]
- 2009: Corso der Skulpturen, BUGA Schwerin, Außenstandort Parchim
- 2009: Wechselwirkungen, Westdeutscher Künstlerbund, Łódź (Polen)
- 2024: Utz Brocksieper. Skulpturen – Zeichen und Eingriffe, Emil Schumacher Museum, Hagen (Einzelausstellung)